# Claudio Bondì
Claudio Bondì (* 1. März 1944 in Rom) ist ein italienischer Drehbuchautor und Filmregisseur.

## Leben
Bondì schloss sein Studium der Literaturwissenschaft an der Università La Sapienza ab und war zunächst Dozent für italienische Literatur und -geschichte. 1971 diplomierte er am Centro Sperimentale di Cinematografia und arbeitete in den Folgejahren als Regieassistent und an den Dialogen einiger Filme, darunter auch Fernsehwerken von Roberto Rossellini. Ab 1978 entwickelte er für das italienische Fernsehen zahlreiche Formate und drehte Dokumentationen. Daneben schrieb er Romane und Essays. 1992 verfilmte er sein eigenes Sujet Il richiamo als Regisseur, dem 2000 mit L'educazione di Giulio ein zweiter Kinofilm folgte. Nach Il ritorno von 2004 machte er 2009 mit einer Dokumentation über Pietro Germi auf sich aufmerksam.

## Filmografie (Auswahl)
- 1992: Il richiamo
- 2000: L'educazione di Giulio
- 2004: Il ritorno